# Генеральна округа Харків
Генера́льна окру́га Ха́рків (нім. Generalbezirk Charkiw або Generalbezirk Charkow) — адміністративно-територіальна одиниця, яку нацистська Німеччина планувала утворити у складі Райхскомісаріату Україна під час Німецько-радянської війни.

## Опис

### Історія
Рішення щодо створення генеральної округи Харків було прийнято у лютому 1942 року, а вже у квітні того самого року його було надруковано.
До складу генеральної округи мали ввійти 33 округи, з яких п'ять міст (Харків, Білгород, Курськ, Орел і Брянськ) нині є обласними центрами.
При формуванні генеральної округи Харків нацистська Німеччина нехтувала національними та історичними особливостями радянських областей, що мали увійти до неї. У той самий час округа повинна була стати досить сильним економічним районом і в галузі сільського господарства, і в ділянці промислового розвитку.

### Географія
Генеральна округа Харків охоплювала б довоєнні радянські області Харківську і Курську, а також південну частину Орловської області, тим самим виходячи далеко за межі північного кордону УРСР на територію РРФСР і тягнучись від північного краю Донбасу до центрально-російського промислового округу. Ландшафтно і географічно ця генеральна округа не утворювала б ніякої єдності, а включала б головним чином два типи ландшафту. Простір на північ від Харкова належить до центрально-російського високого і горбистого плато, обшир на південь від Харкова — до рівнини Дніпра. Тільки невеличку частинку округи на південному сході (у районі Ізюму) можна зарахувати до плато Сіверського Дінця. Генеральна округа Харків планувалася як одна з найбільших у райхскомісаріаті Україна: маючи площу близько 115 000 км² і приблизно 7,68 млн жителів, вона була би більша ніж Баварія, Вюртемберг і Баден разом узяті. На півночі генеральна округа межувала б із генеральною округою Тула у складі райхскомісаріату центральної Росії (загальна довжина північного кордону приблизно 20-30 км на північ від залізничної лінії Брянськ — Орел — Єлець). Західні кордони відокремлювали б генеральну округу Харків від генеральної округи Чернігів та генеральної округи Київ. Кордон проходив би переважно з півночі на південь і в більшості випадків був би відкритий, без природних рубежів. Тільки на південному заході від Брянська кордон пролягав би приблизно 50-60 км уздовж берега Десни. На південному заході і південному сході генеральна округа Харків межувала б із генеральною округою Дніпропетровськ та генеральною округою Сталіно. На півдні кордон би тягнувся вгору за течією Орільки до Орелі, різко повертав би на південний схід, досягаючи біля Александрополя найпівденнішої точки генеральної округи. Звідси кордон вів би, перетинаючи залізничну лінію Лозова–Слов'янськ і Донець, у північно-східному напрямку. Східний кордон проходив би з півночі на схід до Єльця, на короткому відрізку річки Дон, на схід від Задонська повернув би на південний захід, біля села Тербуни нинішньої Липецької області — на південь і далі йшов би верхньою течією Оскола, приблизно 20-50 км на схід, на південь. Це був би кордон з генеральною округою Воронеж.

### Демографія
В окрузі мало проживати 7,68 млн осіб, із яких 2/3 складали б росіяни, а 1/3 — українці. Питома вага представників інших національностей, на думку окупантів, була б незначною. Втім, природно, що з-поміж інших національностей виділялися німці. Відзначалося, що за переписом 1926 року їх налічувалося майже 3 000 осіб і жили вони переважно у містах Харків, Лозова і Красноград.

## Сили порядку
У Харкові прикметною рисою початкового етапу нацистського панування, який тривав з 24 жовтня 1941 до 9 лютого 1942 року, було те, що в умовах ще далеко неповної визначеності фронтових подій обов'язки місцевої комендатури покладалися на керівні підрозділи спочатку 55-го армійського корпусу, а згодом — тилового району 6-ї армії. Саме у їхньому розпорядженні були наявні сили та можливості для швидкого виконання поставлених завдань.
Новий етап розвитку військового управління розпочався 9 лютого 1942 року, коли владу у місті перебрала фельдкомендатура 787, перетворена через відповідне кадрове підсилення на штатдортскомендатуру. Вона здійснювала свої функції, опираючись на три районні ортскомендатури. Після того, як у травні 1942 р. фронт почав стрімко відсуватися на схід, було проведено нове розмежування тилових районів армій та груп армій, а також райхскомісаріату Україна. У липні 1942 чимала частка Харківщини перейшла з розпорядження армійського тилового району 585, який посувався на схід разом із 6-ю армією, у відання тилового району групи армій «В». Відтоді штадтортскомендатура Харків підпорядковувалася безпосередньо його командувачу. Охорона сільських районів Харківщини стала завданням 213-ї охоронної дивізії.
Головною опорою окупаційної влади в Харкові були розквартировані у місті спеціальні дивізії охорони, а також різні підрозділи фронтових і тилових частин та установ. Їхня чисельність перевищувала 100 000 осіб.
Для встановлення порядку в умовах війни необхідний був потужний розгалужений апарат насильства, який би просувався услід за військами і у тісній співпраці з вермахтом виконував би функції «умиротворення» загарбаної території. Ці завдання в Україні реалізовували айнзатцгрупи Ц і Д поліції безпеки та СД. Вони скоїли величезну кількість злочинів, за що Нюрнберзький трибунал назвав їх «гестапо на колесах». Лише зондеркоманда 4а ліквідувала до 30 листопада 1941 року 59 018 осіб. Пізніше справою її рук було знищення євреїв у Харкові у січні 1942 року. Після цього у місті було утворено стаціонарну команду поліції безпеки та СД.
Процес утворення розгалуженого поліційного апарату в Харкові потребував деякого часу. Спочатку поліційні функції повністю виконували військовики. В липні 1942 р. тут було запроваджено посаду начальника СС і поліції, підпорядкованого Гіммлеру. Восени 1942 р. сили поліції Харкова складалися зі спеціальних груп польової жандармерії і таємної польової поліції, команди поліції безпеки та СД, а також жандармерії та загальної поліції (шуцполіцай), підпорядкованих начальнику поліції порядку. Чисельність німецьких поліційних сил невпинно більшала і сягнула в листопаді 1942 р. 1256 осіб. Але навіть такої кількості німецької поліції було не досить для утвердження у Харкові «нового порядку». Тому окупаційна влада залучала до служби у поліційних структурах місцеве населення. На кінець листопада 1942 р. загальна чисельність загальної поліції у місті становила 313 німців та 761 місцевий житель, а жандармерії — відповідно 943 і 605.
Злочинним цілям окупаційного режиму, серед яких чільне місце посідали терор і репресії проти місцевого населення, а також винищення євреїв, слугувало тісне співробітництво у Харкові між вищим начальником СС і поліції, командуванням 6-ї армії, штадткомендантом та зондеркомандою 4а. Начальником СС і поліції Харкова з 4 серпня 1941 до 19 травня 1943 року був бригадефюрер СС Віллі Тенсфельд, якого з 10 до 22 жовтня 1942 року заміщав на цій посаді оберфюрер СС Бернгард Фішер-Шведер (нім. Bernhard Fischer-Schweder), з 19 травня 1943 до 11 вересня 1943 року цю посаду займав групенфюрер СС Ганс Гальтерман (нім. Hans Haltermann), а з 11 вересня 1943 по 18 жовтня 1943 — бригадефюрер СС д-р Ґюнтер Мерк (нім. Günther Merk)

## Адміністративно-територіальний поділ
Адмінподіл у цій окупаційній зоні був унікальним, оскільки поєднував елементи радянського адміністративного устрою та військової системи під управлінням вермахту. Найнижчою ланкою цієї зони залишалися райони. Це пов'язували з тим, що влаштування місцевого управління у цій зоні спиралося на попередній політичний поділ (село, сільрада, район). Межі радянських районів з адміністративної точки зору загалом збереглися, райони (крайси) об'єднувалися в ґебіти. Приміром, у межах Харківської області виникло 9 ґебітів і 33 крайси, а їхній поділ мав такий вигляд:
1. ґебіт Богодухів, що включав крайси: Краснокутський, Коломацький, Богодухівський, Валківський крайси;
2. Красноград — включав крайси: Красноградський, Зачепилівський, Кегичівський, Сахновщанський;
3. Харків — поділявся на крайси: Харківський, Золочівський, Липецький, Дергачівський;
4. Зміїв — складався з крайсів: Зміївського, Ново-Водолазького, Старовірівського, Олексіївського;
5. Лозова — включав крайси: Лозівський, Близнюківський, Барвінківський;
6. Чугуїв — вміщував крайси: Чугуївський, Старо-Салтівський, Печенізький;
7. Ізюм — включав крайси: Ізюмський, Балаклійський, Петриківський, Савинський;
8. Вовчанськ — ділився на крайси: Вовчанський, Ольховатський, Великобурлуцький;
9. Куп'янськ — включав крайси: Куп'янський, Шевченківській, Дворічанський, Боровський.[5]

У цілому генеральна округа в разі створення могла б налічувати 37 ґебітів (округ):
- Харківський міський ґебіт (нім. Kreisgebiet Charkow-Stadt)
- Курський міський ґебіт (нім. Kreisgebiet Kursk-Stadt)
- Орловський міський ґебіт (нім. Kreisgebiet Orel-Stadt)
- Брянський міський ґебіт (нім. Kreisgebiet Brjansk-Stadt)
- Золочівський ґебіт (нім. Kreisgebiet Solotschew)
- Харківський ґебіт (нім. Kreisgebiet Charkow)
- Валківський ґебіт (нім. Kreisgebiet Walki)
- Красноградський ґебіт (нім. Kreisgebiet Krassnograd)
- Сахновщинський ґебіт (нім. Kreisgebiet Ssachnowschtschina)
- Лозовський ґебіт (нім. Kreisgebiet Losowaja)
- Ізюмський ґебіт (нім. Kreisgebiet Isjum)
- Зміївський ґебіт (нім. Kreisgebiet Smiejew)
- Чугуївський ґебіт (нім. Kreisgebiet Tschugujew)
- Вовчанський ґебіт (нім. Kreisgebiet Woltschansk)
- Дмитрієв-Льговський ґебіт (нім. Kreisgebiet Dmitrijew-Lgowskij)
- Малоархангельський ґебіт (нім. Kreisgebiet Maloarchangelsk)
- Свободівський ґебіт (нім. Kreisgebiet Sswoboda)
- Щигровський ґебіт (нім. Kreisgebiet Schtschigry)
- Льговський ґебіт (нім. Kreisgebiet Lgow)
- Рильський ґебіт (нім. Kreisgebiet Rylsk)
- Обоянський ґебіт (нім. Kreisgebiet Obojan)
- Беленіхінський ґебіт (нім. Kreisgebiet Belenichino)
- Грайворонський ґебіт (нім. Kreisgebiet Graiworon)
- Білгородський ґебіт (нім. Kreisgebiet Belgorod)
- Валуйський ґебіт (нім. Kreisgebiet Walujki)
- Гостищевський ґебіт (нім. Kreisgebiet Gostischtschewo)
- Старооскільський ґебіт (нім. Kreisgebiet Sstaryj Oskol)
- Бобришевський ґебіт (нім. Kreisgebiet Bobryschewo)
- Солнцевський ґебіт (нім. Kreisgebiet Ssolnzewo)
- Касторненський ґебіт (нім. Kreisgebiet Kastornoje)
- Тербунівський ґебіт (нім. Kreisgebiet Terbuny)
- Севський ґебіт (нім. Kreisgebiet Ssewesk)
- Вигоницький ґебіт (нім. Kreisgebiet Wygonitschi)
- Орловський ґебіт (нім. Kreisgebiet Orel)
- Кромський ґебіт (нім. Kreisgebiet Kromy)
- Лівенський ґебіт (нім. Kreisgebiet Liwny)
- Єлецький ґебіт (нім. Kreisgebiet Jelez)